# Dům Vettiů
Dům Vettiů (italsky Casa dei Vettii) je název domu ve starověkých Pompejích, proslulého výzdobou s bohatstvím obrazů a mytologických postav.

## Historie
Dům s průčelím obráceným do ulice Vicolo di Mercurio je dobře zachovaný, protože po zemětřesení v roce 62 byl opraven a unikl pozornosti vykradačů, takže se mnoho uměleckých objektů našlo na původním místě.
Za své pojmenování vděčí rodině Vettiů, jak to dokazuje nález dvou pečetidel objevených v atriu domu. Podle nápisů na nich patřily i A. Vettiovi Convivaesovi a A. Vettiovi Restitutiovi. Oba patřili ke společenské skupině propuštěnců. Časem zbohatli a stali se statkáři a obchodníky s vínem a různými zemědělskými produkty.
Dům Vettiů sousedil na nároží s Faunovým domem. Původně tvořily dům dvě samostatné budovy, které byly někdy v průběhu 1. století po náročné rekonstrukci stavebně spojeny do jednoho celku. Tehdy dostal dům i pozoruhodnou výzdobu.

## Interiér
Dům je toskánského atriového stylu s peristylem a vchodem obráceným na východ. Je dvoupodlažní. Přízemí sloužilo na společenský život majitelů (setkávání se s přáteli a obchodními partnery), v patře byly soukromé místnosti rodiny. Jeho historicky i umělecky nejcennější část představuje nástěnná výmalba interiérových částí. Stylově se řadí do IV., tzv. iluzionistických stylu.

### Nástěnná výzdoba

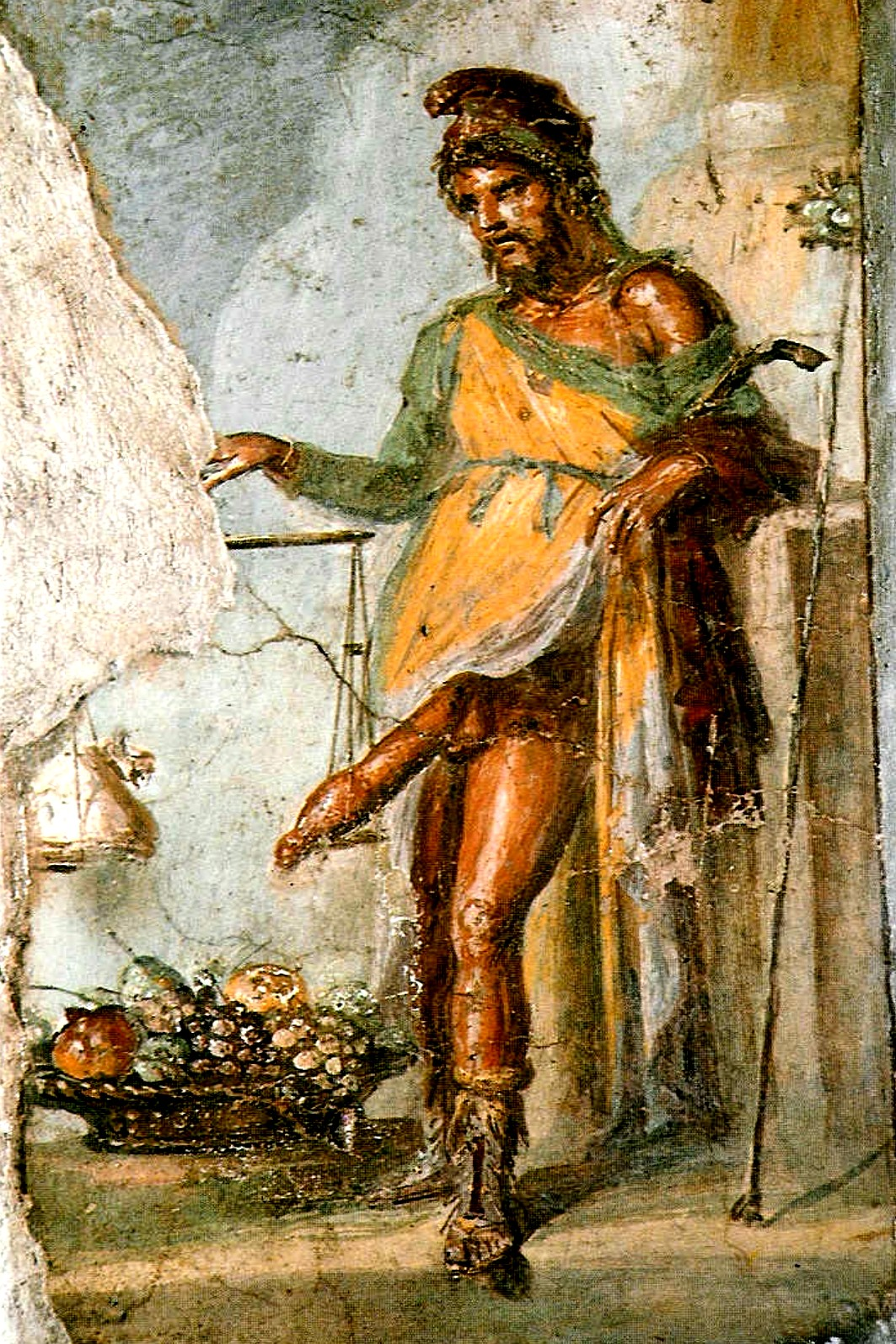
Bůh Priapos na fresce ve vestibulu Domu Vettiů. Malba jakoby návštěvníkům naznačovala, že dobré zdraví má cenu váhy zlatých mincí.

Nástěnné malby uchvacují svou bohatou figurální a námětových pestrostí. V obdivuhodné proporcionální vyváženosti pokrývají plochu téměř všech místností domu. Řemeslnická dílna, která dům vyzdobila freskami, nepochybně zaměstnávala velmi zručné umělce. Více než nádhera celku překvapuje stylistická úprava a vyváženost jeho jednotlivých částí.
Už při vstupu do vestibulu návštěvníka zaujmou malby zachycující výjev kohoutích zápasů. Napravo od vstupních dveří se nachází jedna z nejznámějších fresek: mužská postava boha Priapa, která má odvracet špatné vlivy; na jednu misku vah klade měšec se zlatými mincemi (bohatství) a na druhou velký penis (plodnost). Vestibul lemují po obou stranách dvě malé ložnice (cubiculi) s malbami zachycujícími mytologické scény: Ariadna opuštěná Théseem a výjev Héro a Leandros. Za vestibulem se nachází atrium s pozůstatkem někdejšího okrasného bazénu (impluvia). Stěny pokrývají fresky znázorňující okřídlené cherubíny předvádějících nejrůznější činnosti, které souvisely s každodenním životem.
Jihovýchodní roh domu zabírá přijímací místnost (oecus) s malbami hýřícími množstvím mytologických postav — Kupid, Danaé s Jupiterem v podobě zlatého deště, Léda s labutí.

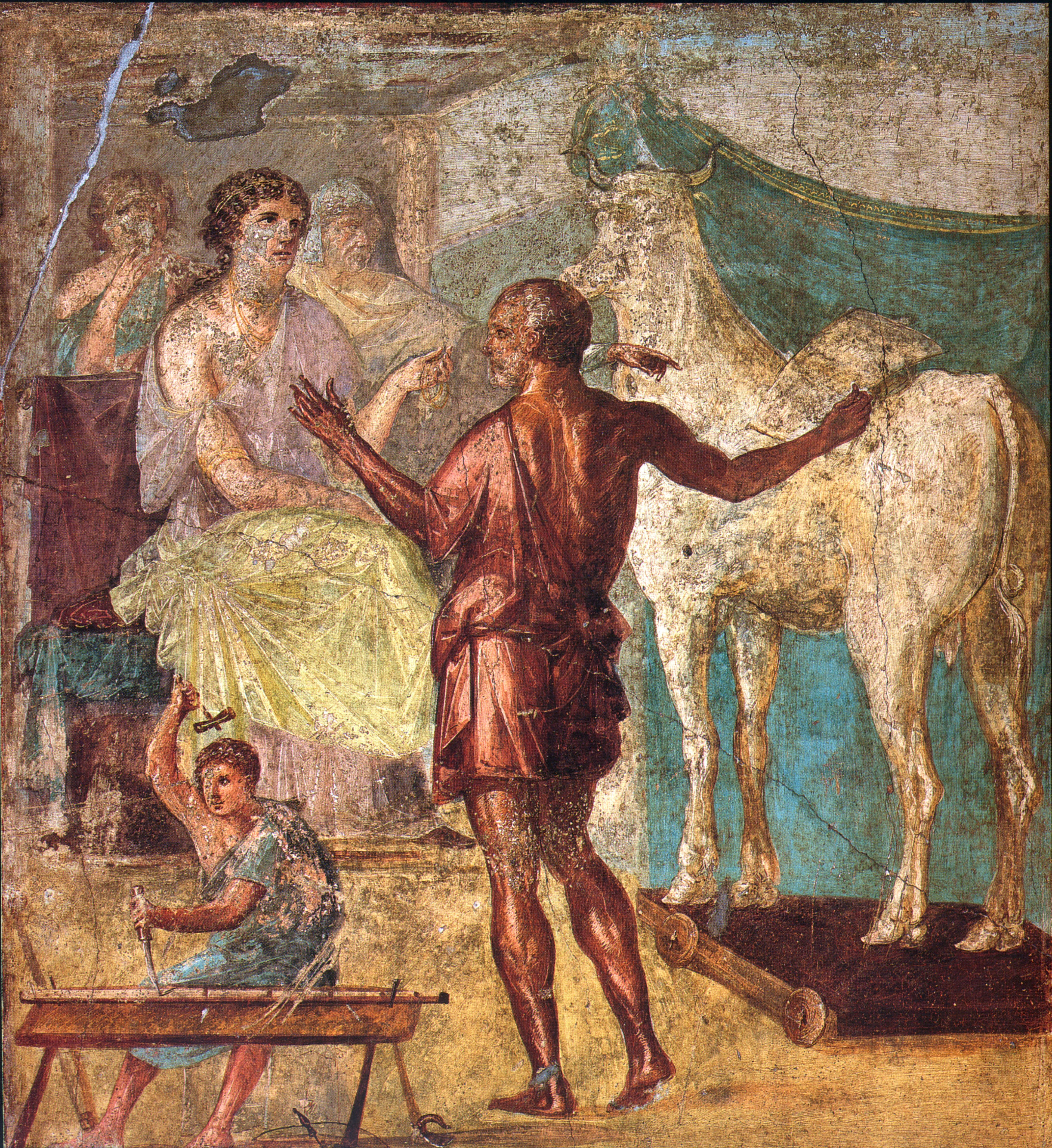
Daidalos předvádí Pásifaé dřevěnou krávu. Malba na severní stěně triclinia

Další výzdoba se nachází v rozlehlé místnosti v severní části přízemí nazvané triclinium. O její význam se zasloužil především vlys s cherubíny na černém pozadí. Vidíme zde postavičky malých okřídlených bytostí předvádějící nejrůznější činnosti: soutěž v lukostřelbě, sbírání květin a vázání kytic, výrobu a prodej voňavek, ražení mincí, pečení chleba, vinobraní a prodej vína, závody dvoukolových vozů a další. Druhou skupinu maleb v tricliniu představují malé obrázky s výjevy námořních bitev, nad kterými jsou koše s rituálními předměty a divadelními maskami. V místnosti zaujmou mimořádně zachovalé malé obrázky na černém pozadí s mytologickými výjevy: představují Ifigénii na Tauridě mezi Thoantem, Orestem a Pyladem, Apollóna s Artemis po porážce Pythona a Agamemnona při obětování Ifigenie v Aulidě.
Atrium vede do zahrady (viridarium) s krytým korintským sloupovím na všech čtyřech stranách. Ke kráse zahrady kromě květinové výzdoby přispívalo velké množství bronzových a mramorových soch, zahradních fontánek, stolů a pilířů.
Dům Vettiů byl objeven v letech 1894–1895 během archeologického výzkumu vedeného Giuseppem Fiorellim. Jeho objevitelem byl architekt Giulio De Petra. Dnes po důkladné rekonstrukci patří k nejnavštěvovanějším objektům Pompejí.